# Heinrich Dörner
Heinrich Dörner (* 23. März 1948 in Rheda) ist ein deutscher Rechtswissenschaftler.

## Leben
Er studierte Rechtswissenschaft in Münster und Paris (1970 erstes Staatsexamen, 1975 zweites Staatsexamen). Nach der Promotion 1973 in Münster und der Habilitation 1983 in München war er ab 1984 Professor an der Universität Münster und von 1994 bis 1999 Lehrstuhlinhaber für Bürgerliches Recht und Internationales Privatrecht an der Universität Düsseldorf. Seit 1999 war er Lehrstuhlinhaber für Internationales Privatrecht und Bürgerliches Recht an der Universität Münster.

## Schriften (Auswahl)
- Industrialisierung und Familienrecht – Die Auswirkungen des sozialen Wandels dargestellt an den Familienmodellen des ALR, BGB und des französischen Code civil (= Schriftenreihe zur Rechtssoziologie und Rechtstatsachenforschung. Band 30). 1. Auflage. Duncker und Humblot, Berlin 1974, ISBN 3-428-03102-4 (178 S.).

- Dynamische Relativität. Der Übergang vertraglicher Rechte und Pflichten. München 1985, ISBN 3-406-30437-0.
- Zivilrechtliche Probleme der Bodendenkmalpflege. Berlin 1992, ISBN 3-428-07567-6.
- Versicherungsvertrag. München 2000, ISBN 3-423-58005-4.